# جرگتال (شهرستان آلای)
جرگتال (به لاتین: Jergetal) یک منطقهٔ مسکونی در قرقیزستان است که در شهرستان آلای واقع شده‌است. جرگتال ۴۵۰ نفر جمعیت دارد و ۲٬۱۷۶ متر بالاتر از سطح دریا واقع شده‌است.